# 1737 Северни
1737 Severny је астероид главног астероидног појаса. Приближан пречник астероида је 21,6 km,
а средња удаљеност астероида од Сунца износи 3,012 астрономских јединица (АЈ).
Инклинација (нагиб) орбите у односу на раван еклиптике је 9,379 степени, а орбитални период износи 1909,571 дана (5,228 година). Ексцентрицитет орбите астероида износи 0,050.
Апсолутна магнитуда астероида износи 10,8 а геометријски албедо 0,181.
Астероид је откривен 13. октобра 1966. године.